# Elena Antonova
Elena Anatolyevna Antonova (Moscou, 10 de outubro de 1974) é uma nadadora sincronizada russa, campeã olímpica.

## Carreira
Elena Antonova representou seu país nos Jogos Olímpicos de 1996 e 2000, ganhando a medalha de ouro por equipes em Sydney.